# 利馬區

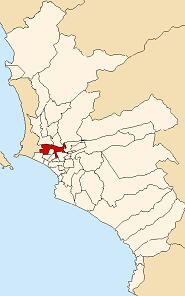
利馬區位於利馬省的位置

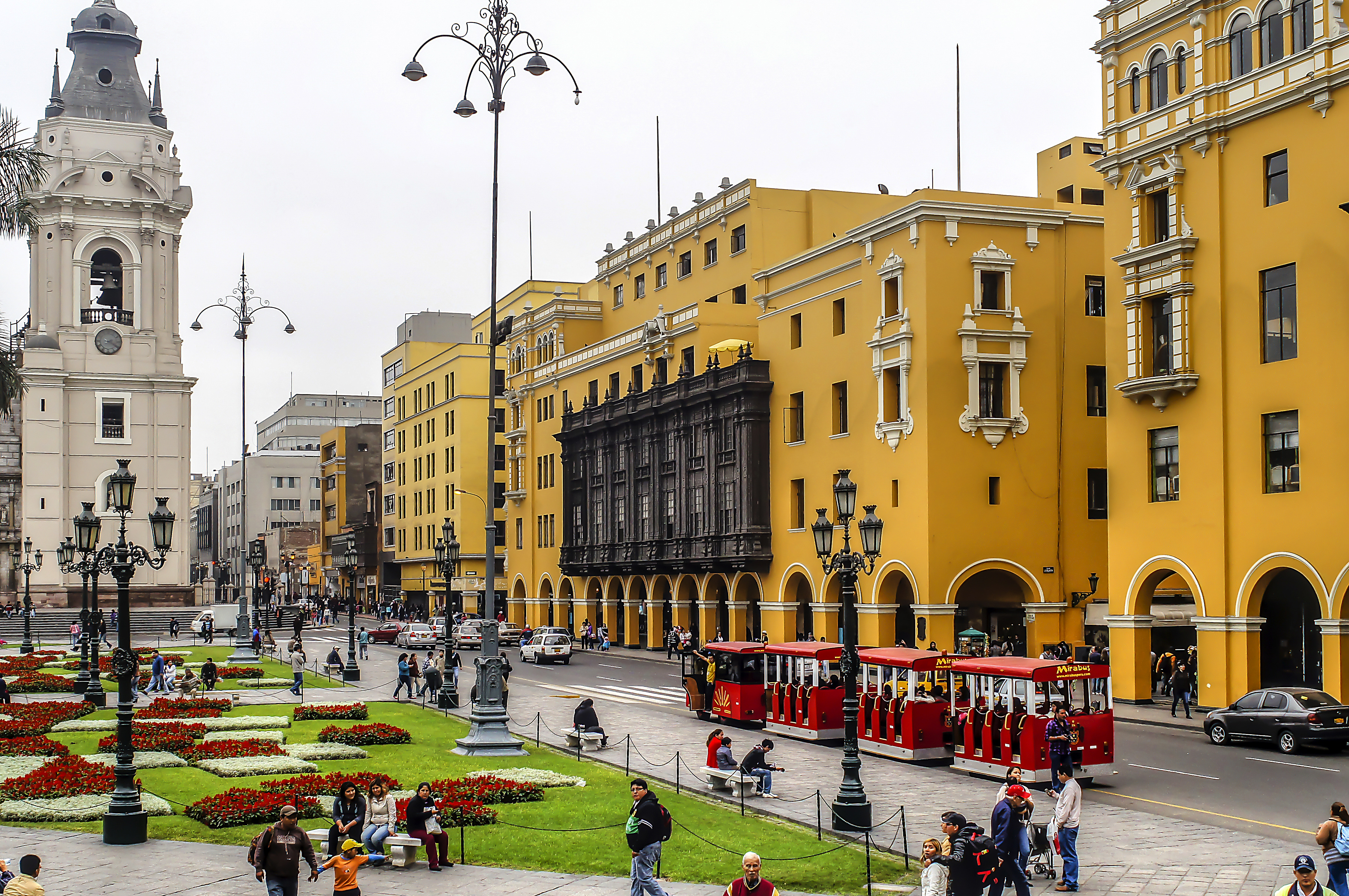
利馬古城區

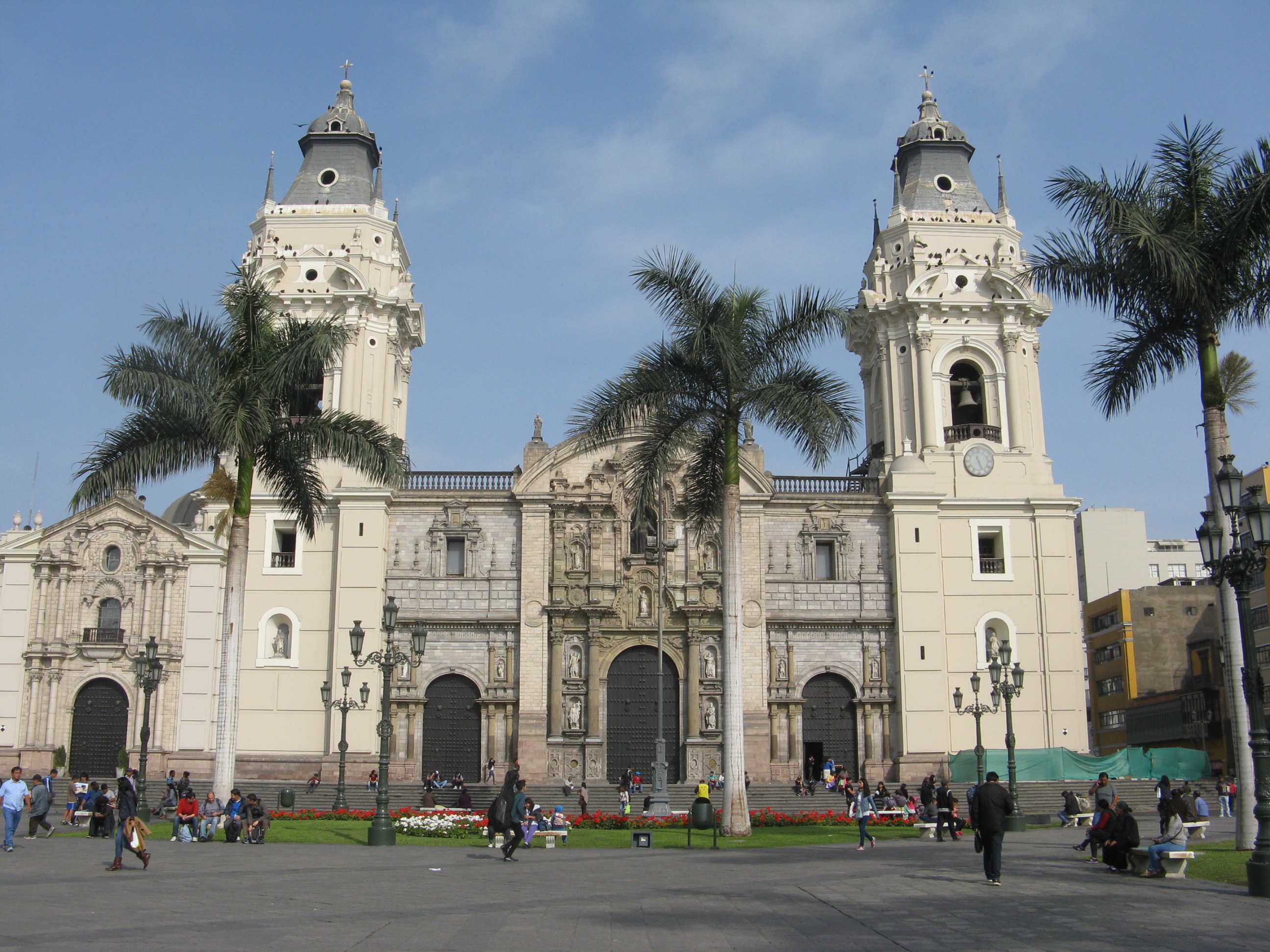
利馬主教座堂

12°2′36″S 77°1′42″W / 12.04333°S 77.02833°W
利馬區（西班牙語：Distrito de Lima），是秘魯的一個區，位於該國西部的利馬省利馬市，始建於1535年，包含被列為世界遺產的利馬歷史中心，面積21.88平方公里，海拔高度2.87米，2007年人口299,493，人口密度每平方公里14,000人。